# Aldegonde Jeanne Pauli
Aldegonde Jeanne Pauli, född 1685, död 1761, var en politiskt inflytelserik bankir i Österrikiska Nederländerna. 
Hon var gift med handlaren, sjöfartsförsäkraren och finansiären Pietro Proli, och tog över Prolibanken vid hans död 1733. Hon skötte merparten av alla lån den kejserliga regeringen i Wien tog upp i Österrikiska Nederländerna, och var berömd för sin affärsförmåga. Hon lämnade banken i arv till sin son Charles vid sin död, men regeringlånen övergick snart till Nettinebanken under Barbe de Nettine. 